# Samuel Henson
Samuel Henson (San Luis (Misuri), Estados Unidos, 1 de enero de 1971) es un deportista estadounidense especialista en lucha libre olímpica donde llegó a ser subcampeón olímpico en Sídney 2000.

## Carrera deportiva
En los Juegos Olímpicos de 2000 celebrados en Sídney ganó la medalla de plata en lucha libre olímpica de pesos de hasta 54 kg, tras el luchador azerbaiyano Namig Abdullayev (oro) y por delante del griego Amiran Kardanov (bronce).